# La Faim (film, 1966)
Pour les articles homonymes, voir La Faim.
Pour plus de détails, voir Fiche technique et Distribution.
La Faim (Sult) est un film coproduit à parts égales par le Danemark, la Suède et la Norvège, réalisée par le cinéaste danois Henning Carlsen en 1966. Le film est, en outre, une adaptation libre du roman éponyme publié en 1890 par l'écrivain norvégien Knut Hamsun. 
Sélectionné pour la Palme d'or au Festival de Cannes 1966, La Faim fut, de plus, récompensé, grâce à la prestation de Per Oscarsson, acteur principal du film, par un Prix d'interprétation au Festival de Cannes 1966.

## Synopsis
L'histoire se déroule en 1890 à Christiania (aujourd'hui Oslo, capitale de la Norvège). Un jeune écrivain, à bout de ressources et en proie à une faim intolérable, tente coûte que coûte d'être publié dans un journal. Il mène des déambulations hallucinées dans une ville sombre et grise. Congédié de sa chambre, il ne recherche, par orgueil, aucun secours. Il ne s'attache qu'à Ylajali, une fille à la beauté radieuse, dont il s'amourache. Celle-ci l'entraîne dans l'appartement de ses parents, mais cette expérience se termine sur un échec. Ses essais littéraires étant eux aussi infructueux, il est bientôt contraint de quitter Christiania et d'embarquer à bord d'un bateau qu'un capitaine charitable l'autorise à prendre.

## Fiche technique
- Titre original : Sult
- Titre français : La Faim
- Réalisation : Henning Carlsen
- Assistant réalisateur : Espen Thorstenson
- Scénario : Henning Carlsen, Peter Seeberg, d'après l'œuvre de Knut Hamsun
- Photographie : Henning Kristiansen, noir et blanc
- Montage : Henning Carlsen
- Décors : Erik Aaes
- Costumes : Ada Skolmen
- Maquillage : Nurven Bredangen
- Musique : Krzysztof Komeda
- Perchman : Dieter Kriszat
- Ingénieur du son : Erik Jensen
- Producteurs : Göran Lindgren, Bertil Ohlsson pour Studio ABC, Oslo/Sandrews / Svenska Filminstitutet, Stockholm / Henning Carlsen, Copenhague.
- Directeur de production : Jack Hald
- Durée : 111 min
- Pays de production :  Danemark /  Suède /  Norvège
- Année de réalisation : 1966
- Genre : film dramatique

## Distribution
- Per Oscarsson : Pontus
- Gunnel Lindblom : Ylajali
- Birgitte Federspiel : la sœur d'Ylajali
- Sigrid Horne-Rasmussen : la patronne
- Knud Rex : son mari
- Hans W. Petersen : l'épicier
- Henki Kolstad : le rédacteur en chef du journal
- Roy Bjørnstad : Konstantin
- Sverre Hansen : le peintre
- Pål Skjønberg : le policier
- Else Heiberg : une propriétaire
- Lise Fjeldstad : la fillette
- Carl Ottosen : le marin
- Osvald Helmuth : le prêteur sur gages
- Lars Nordrum : le comte

## Récompenses
- Prix d'interprétation masculine pour Per Oscarsson au Festival de Cannes 1966
- Bodil du meilleur film en 1967

## Autour du film
- Grâce à son père, qui exerçait le métier de relieur, Henning Carlsen put lire l'ouvrage de Knut Hamsun, dès l'âge de douze ou treize ans.
- Mais c'est de façon plutôt inattendue qu'il eut, des années plus tard, l'idée d'adapter le roman. Alors qu'il tournait, pour le producteur Marmstedt, le film Chattes (Kattorna), l'acteur suédois principal Per Myrberg, qui "était d'une maigreur incroyable", lui paraissait idéal pour interpréter le protagoniste de La Faim.
- Toutefois, celui-ci, un moment séduit par la proposition, préféra jouer ensuite, pour Ingmar Bergman et le Théâtre dramatique royal de Stockholm, la pièce Un chapeau de paille d'Italie.
- Carlsen, décontenancé, refusa désormais de tourner le film. Un des producteurs, Göran Lindgren, lui proposa cependant Per Oscarsson comme remplaçant. L'acteur suédois, qui avait préalablement lu le roman de Knut Hamsun - en une nuit et à deux reprises -, subjugua Carlsen, lorsque celui-ci le rencontra à Stockholm. Le réalisateur danois put dire ensuite : "Bergman m'avait fait une immense faveur". Lorsqu'on sait que Per Oscarsson fit, selon un témoignage rapporté par Régine Hamsun - petite-fille de l'écrivain -, le périple à pied, entre la Suède et Oslo, lieu de tournage du film, et qu'il arriva affamé et le visage émacié, on aura une idée du degré d'investissement de l'acteur suédois.
- L'adaptation du roman fut extrêmement complexe : outre les droits d'auteur, détenus par Tore Hamsun, le fils aîné du romancier, qu'il fallut négocier au prix d'une coproduction scandinave, dans laquelle la Norvège occuperait une place importante, il fallut affronter l'œuvre de Hamsun elle-même. Celle-ci était, à la base, structurée comme une nouvelle, à l'aspect introspectif et écrite à la première personne. Henning Carlsen décrit le problème ainsi : "Comment, au cinéma, entrer dans la peau du narrateur ? Comment "récupérer" la subjectivité du roman ? (...) Nous avons travaillé sur un schéma triangulaire : le personnage tel qu'on le voit, ce que voit le personnage et enfin la caméra elle-même." (Entretien avec Henning Carlsen, in: DVD La Faim, Doriane films)
- Deux éléments essentiels ont, sans nul doute, joué un rôle important dans la réussite du film : "la description minutieuse de cette compagne de misère du héros  qu'est la ville fascinante de Christiania" (selon Fabien Laboureur, in: "Dictionnaire du cinéma", Larousse), ici l'Oslo des années soixante encore ressemblante à celle du XIXe siècle, et la musique de Krzysztof Komeda "onirique, étrange, flottante" reflétant, suivant Paul Auster, admirateur du film, "la vie intérieure du personnage" interprété par Per Oscarsson.
- "Fidèle à l'esprit du roman dont il est tiré ("Ce n'est ni un cri, ni une plainte, ni un réquisitoire contre la société" selon Geoffroy Deffrennes,in: Dictionnaire des auteurs européens, Hachette), le film ne s'en démarque pas moins pour acquérir une autonomie et une puissance évocatrice propre", juge Fabien Laboureur qui trouve ce "film envoûtant, transfiguré par le regard d'un artiste (...)".